# Нухі
Нухі (яп. 奴婢, ぬひ, «раби і рабині») — група залежного населення в японській «правовій державі» 7 — 11 століття. Належала до категорії «підлого люду».
Існували державні і урядові нухі, а також приватні нухі. Вони вважалися майном господаря, від якого залежали, і були об'єктом купівлі-продажу або дарування. Нухі виконували функцію домашньої прислуги, прибиральників чи пральників. На відміну від рабів античного світу Греції та Риму вони не становили основну виробничу силу суспільства.